# Bensley (hardware)
Bensley è la piattaforma server lanciata da Intel a maggio 2006, basata sullo Xeon DP (per sistemi biprocessore) Dempsey e il chipset ottimizzato per le architetture dual core, Blackford. Si tratta della piattaforma che è succeduta a Lindenhurst, la prima che ha supportato uno Xeon DP dual core, Paxville DP.
La piattaforma Bensley, introdotta con Dempsey (basato su architettura NetBurst), è stata poi mantenuta anche con l'utilizzo dei processori sviluppati a partire dalla nuova architettura Intel Core Microarchitecture, Woodcrest e Clovertown.
Per i sistemi workstation, esiste una versione minore di Bensley, chiamata Glidewell che è basata sul chipset Greencreek.

## Caratteristiche tecniche

### 2 BUS distinti
La maggiore innovazione introdotta con la piattaforma Bensley, e che la rende specificatamente ottimizzata per l'uso con processori dual core, è il supporto al Dual Independent Bus. Attraverso questa tecnologia, non esiste più un unico bus di sistema che deve essere condiviso da entrambi i processori di un sistema a 2 socket (Bensley ha introdotto tra l'altro l'uso del nuovo Socket 771) ma vengono resi disponibili 2 BUS distinti (uno per ciascuna CPU dual core) per collegarsi al chipset (Blackford e Greencreek) da ben 1066 MHz ciascuno (nei modelli di punta), evitando così la saturazione della banda passante che diventa di 17 GB/s, contro i 6,4 GB/s forniti dall'unico BUS a 800 MHz della piattaforma Lindenhurst.
Il Dual Independent BUS  è stato introdotto da Intel come tecnologia-ponte tra l'approccio tradizionale ad un unico BUS e il futuro BUS seriale Common System Interconnect che arriverà a fine 2008, al posto dell'attuale di tipo parallelo, con la nuova architettura Nehalem. Un unico BUS infatti è già un "collo di bottiglia" nei tradizionali sistemi biprocessore basati su CPU single core; in sistemi basati su CPU dual core, dove si hanno quindi 4 core fisici (e in presenza di tecnologia Hyper-Threading, ben 8 core logici), la saturazione di questo "canale" per i dati sarebbe quasi inevitabile e la soluzione a BUS distinti rappresenta un buon compromesso tra prestazioni e difficoltà di sviluppo e integrazione.

### Altre caratteristiche
Tra le altre novità introdotte, vi è l'adozione della nuova memoria RAM di tipo FB-DIMM in configurazione quad channel. Grazie alla presenza di 4 canali di collegamento indipendenti rispetto ai 2 adottati precedentemente con memoria DDR2-400, si è ottenuto un incremento della banda passante della memoria dai 6,4 GB/s fino ai 17 GB/s. Ma l'uso della memoria FB-DIMM, sebbene più costosa della tradizionale DDR2, ha portato con sé anche un altro vantaggio: il limite massimo della memoria supportata dalle motherboard compatibili con la piattaforma Bensley, è passato da 16 GB a ben 64 GB (in Glidewell invece il limite è di 32 GB).
Oltre alla dimensione massima della RAM, Bensley si distingue da Glidewell anche per un'altra caratteristica, ovvero la presenza di 3 slot PCI Express x8 (Glidewell supporta invece 1 slot PCI Express x16).
Bensley supporta inoltre le tecnologie Intel Active Monitoring Technology e I/O Accelerator Technology oltre alla tecnologia di virtualizzazione Vanderpool.